# TITANIIC

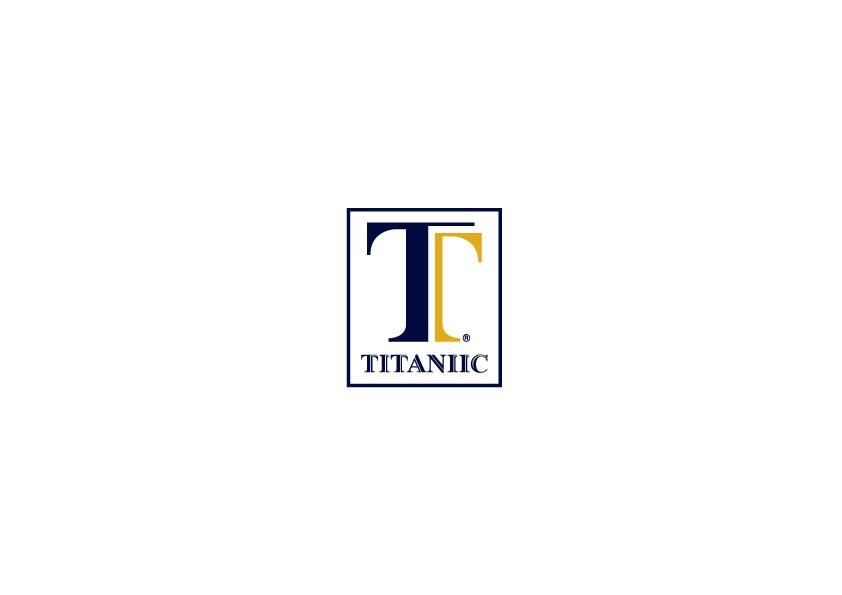
Logo projektu TITANIIC rok 2016

Cílem projektu TITANIIC je postavit novou loď Titanic pomocí moderních technologií. Projekt vede Ondřej Vrkoč od svých 17 let. Interiér by měl být vytvořen podle původní lodě a vzniknout by měla například falešná část původní kotelny. Životnost lodi by měla být minimálně 40 let, kvůli finanční návratnosti investorů. Životnosti lodi bude přizpůsoben částečně i interiér, kdy přibudou nové prostory - nová kasina, relaxační prostory atd.

## Ondřej Vrkoč

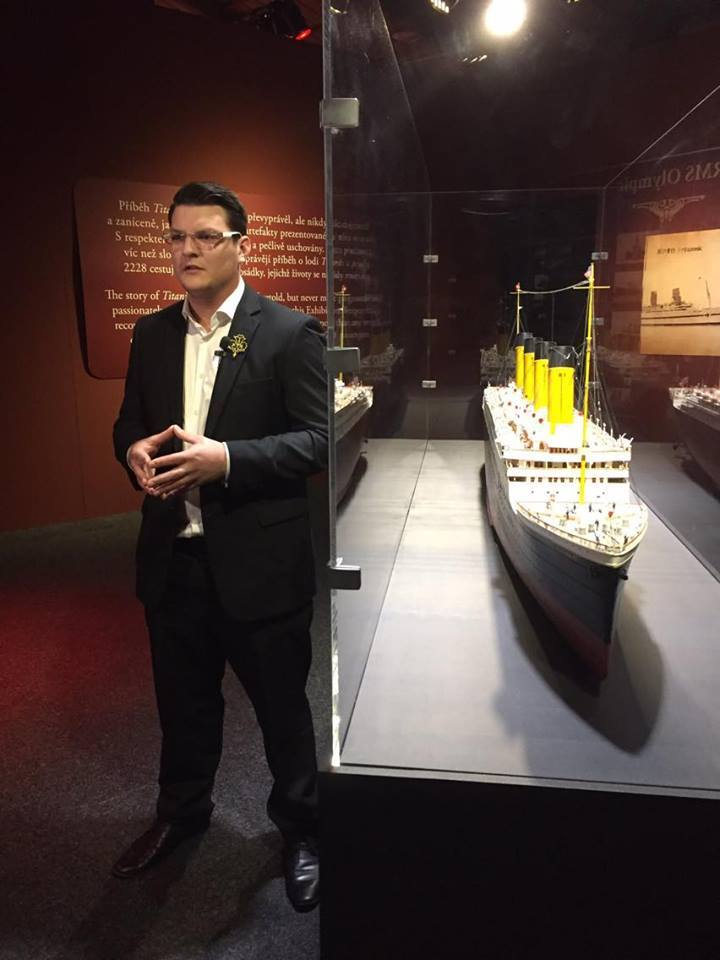
Ondřej Vrkoč na mezinárodní výstavě artefaktů z vraku lodě Titaniku konané v Bratislavě a Praze v roce 2015 a 2016

Ondřej Vrkoč (* 24. června 1993 Praha) je český podnikatel a "titanolog". V jeho 3 letech jej zaujal Titanic a po zhlédnutí filmu Titanic se ze studování Titanicu a informací okolo něj stal jeho hlavní koníček. V 15 letech začal pořádat tematické přednášky na školách pro studenty a učitele, byl také mnohokrát pozván do rozhovorů v médiích. O 2 roky později vypracoval finanční plán projektu a oslovil českou loděnici[zdroj?].
V roce 2011 byla do Obchodního rejstříku zapsána společnost s ručením omezeným (s kapitálem 200 000 Kč) REVIVAL of the TITANIC. Studium na vysoké škole[zdroj?] ukončil Ondřej Vrkoč z důvodu nedostatku času, způsobeného pracovním vytížením během projektu. V letech 2015 a 2016 se podílel na mezinárodní výstavě artefaktů z vraku lodě Titaniku konané v Bratislavě a Praze.

## Popis

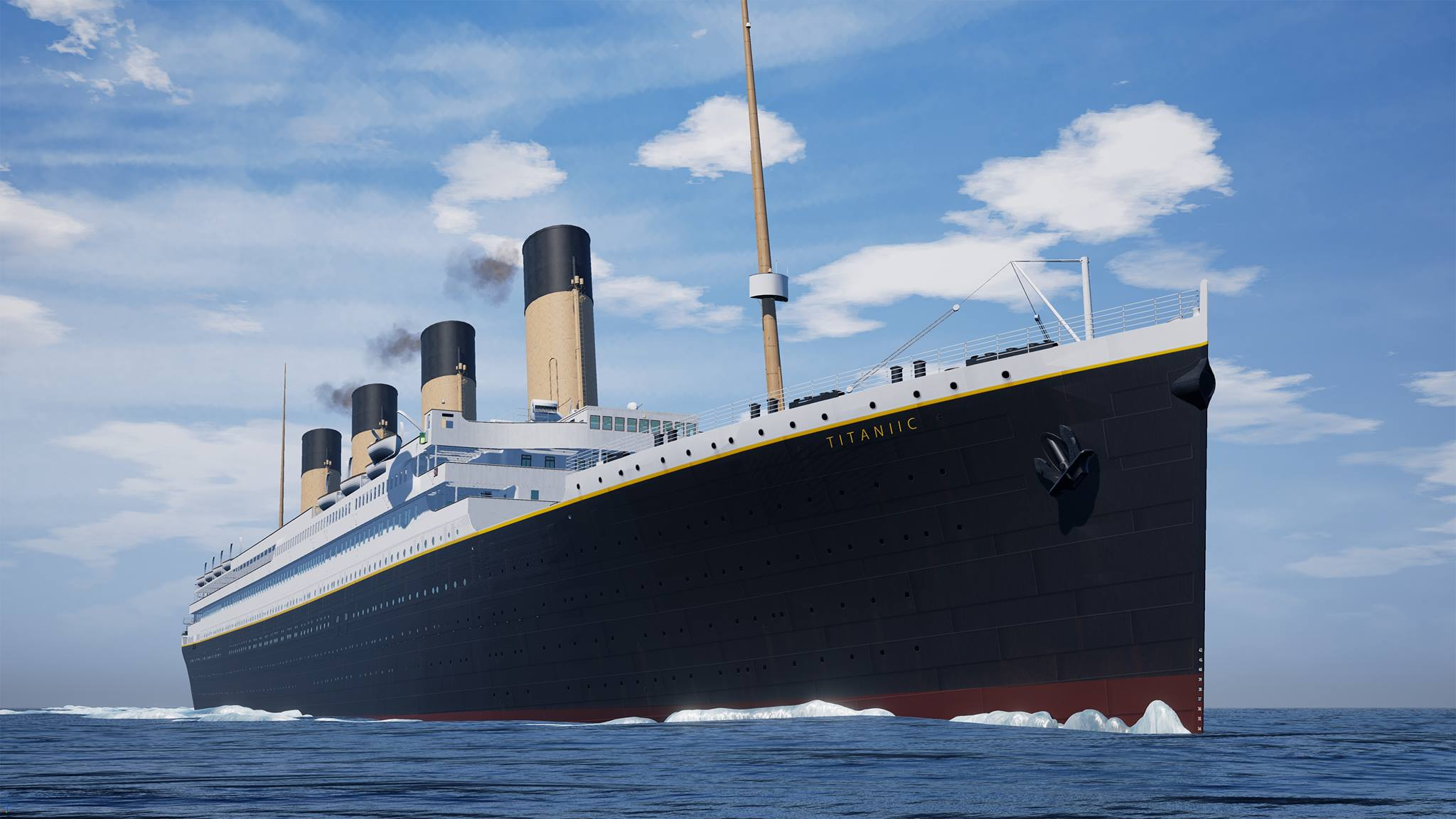
Grafický návrh lodě TITANIIC rok 2016

Za jeden z úspěchů považuje Vrkoč i přetažení generálního manažera z konkurenčního projektu.[kdo?] K dalším osobám pracujícím na projektu patří hlavní konstruktér a návrhář Queen Mary II Stephen Payne a bývalý ředitel české loděnice ve Chvaleticích Ivan Samák, ten však působí pouze jako soukromá osoba.

Původní kotle na uhlí budou nahrazeny moderními naftovými motory, a to z důvodu zajištění bezpečnosti, zmenšení rozměrů i spotřebě paliva.

Při navrhování exteriéru se přihlíželo k původnímu vzhledu s ohledem na bezpečnost a využití moderních technologií. Samotná konstrukce lodi bude postavena pomocí moderních materiálů, které se zamaskují, a některé prvky tak budou mít už pouze estetický význam. Zároven se předpokládá, že částečně zmizí kajuty druhé a třetí třídy, avšak zachovají se kajuty první třídy, jídelna, schodiště atd. Případně by také mohl vzniknout kompromis, jak bylo zmíněno výše, a to v podobě falešných místností, jež by sloužily jako malá muzea. Nově se navrhují dvě třídy; první třída nadále zůstane stejná a ponese jméno Titanic class, zatímco druhá třída, pojmenovaná jako FUN TANIC class, nahradí původní druhou a třetí třídu.

Prvotním plánem investorů bylo oslovit širokou veřejnost, což se však vyhodnotilo jako nerealizovatelné, a nakonec se tak každý investor musí posuzovat jednotlivě. Mezi investory patří ocelářský magnát,[kdo?] který by dodal ocel, následně velcí provozovatelé lodí[kdo?].

Cena standardního lístku na týdenní plavbu se zatím odhaduje na 20 tisíc korun.

Trasy by měly vést zejména přes Karibik, ale při ročním výročí se počítá s plavbou po původní trase Titanicu ze Southamptonu do New Yorku. Během kotvení v přístavech by loď měla být přístupná pro veřejnost a částečně sloužit jako muzeum.

S majiteli se jedná o získání původních částí Titanicu, které by se mohly následně umístit na Titaniic jako symbol úcty památce obětí tragédie. Mezi takové předměty patří například andílek ze schodů parníku.

### Rok 2010
Původní cena projektu se odhadovala na 10,5 až 11 miliard korun. Pro porovnání lze zmínit, že stavba Queen Mary 2 stála 13 miliard korun.

První konzultace s loděnicí ve Chvaleticích, a to i se ředitelem Ivanem Samákem, proběhly v roce 2010.

V roce 2012 se stal hlavním partnerem projektu francouzská Saint-Nazaire STX France,patřící pod STX Europe. V samotné loděnici je přivítal ředitel Alain Buck. Loděnice učinila ústupek se zálohou, která činila pár desítek tisíc euro místo běžných 2,5 miliardy korun.

Ve stejném roce došlo k pozastavení projektu z důvodu oznámení podobného zájmu miliardářem Clivem Palmerem. Projekt, vedený panem Vrkočem, se proto na dva roky odložil. Čekalo se na výsledek konkurenčního projektu.

### Rok 2015
Práce na Titaniicu se obnovily v roce 2015, ale postup v projektu se oficiálně ohlásil až 10. února 2016 na světové výstavě Titanic, pořádané v pražských Letňanech, na níž osobně spolupracoval a přednášel pan Vrkoč.

Odhadovaná cena nového projektu se povedla snížit o 3 miliardy korun na 8 miliard korun bez snížení kvality luxusního vybavení.

Do poloviny roku 2017 by měl být podepsán kontrakt na stavbu Titanicu. Termín dokončení projektu se předpokládá do tří let, z toho zhruba dva roky se počítá se samotnou stavbou lodi.

## Konkurenční projekt Titanic II
Při výročí 100 let od potopení Titanicu v roce 2012, ohlásil stejný záměr i australský podnikatele a miliardář Clive Palmer. Palmer oznámil dokončení stavby lodi Titanic II do 2 let. Loď měla stavět britská společnost Blue Star Line v Číně za 4 miliardy korun. Na rozdíl od projektu pana Vrkoče, chce Palmer mít identickou kopii části pro hosty s původní lodí, včetně společných WC na chodbě, třetí třídu s palandami nad sebou atd.
26. února 2013 deník USA Today uveřejnil článek, v kterém Palmer zmiňuje, že nechce na lodi moderní technologie pro hosty. Ti by se museli obejít bez televizního signálu nebo internetového připojení. A první cesta by měla být z čínské provincie Ťiang-su do Dubaje ve Spojených arabských emirátech.

Nové informace uveřejnil Clive Palmer v roce 2016 a to, že loď bude postavena v roce 2018. Stavba bude stát 9 až 13 miliard korun. Loď bude 53 metrů vysoká a 269 metrů dlouhá. Bude mít 840 kajut pro maximálně 2435 pasažérů a 900člennou posádku a některé prvky chce ponechat čistě z historického důvodu, přesto že budou nefunkční.

Ale nejsou žádné informace o stavbě lodi ani vytvoření projektu.

### Video rozhovory
- Rozhovor na ČT1 - 30 let od objevení vraku Titanicu
- Rozhovor na ČT24 - Titanic II
- Rozhovor na ČT24 - Postaví Čech Titanic II?
- Správy RTVS - Legendárny Titanic je v Bratislave
- TABLET.TV - V Bratislave kotví legendárny Titanic